# 二二八和平公園

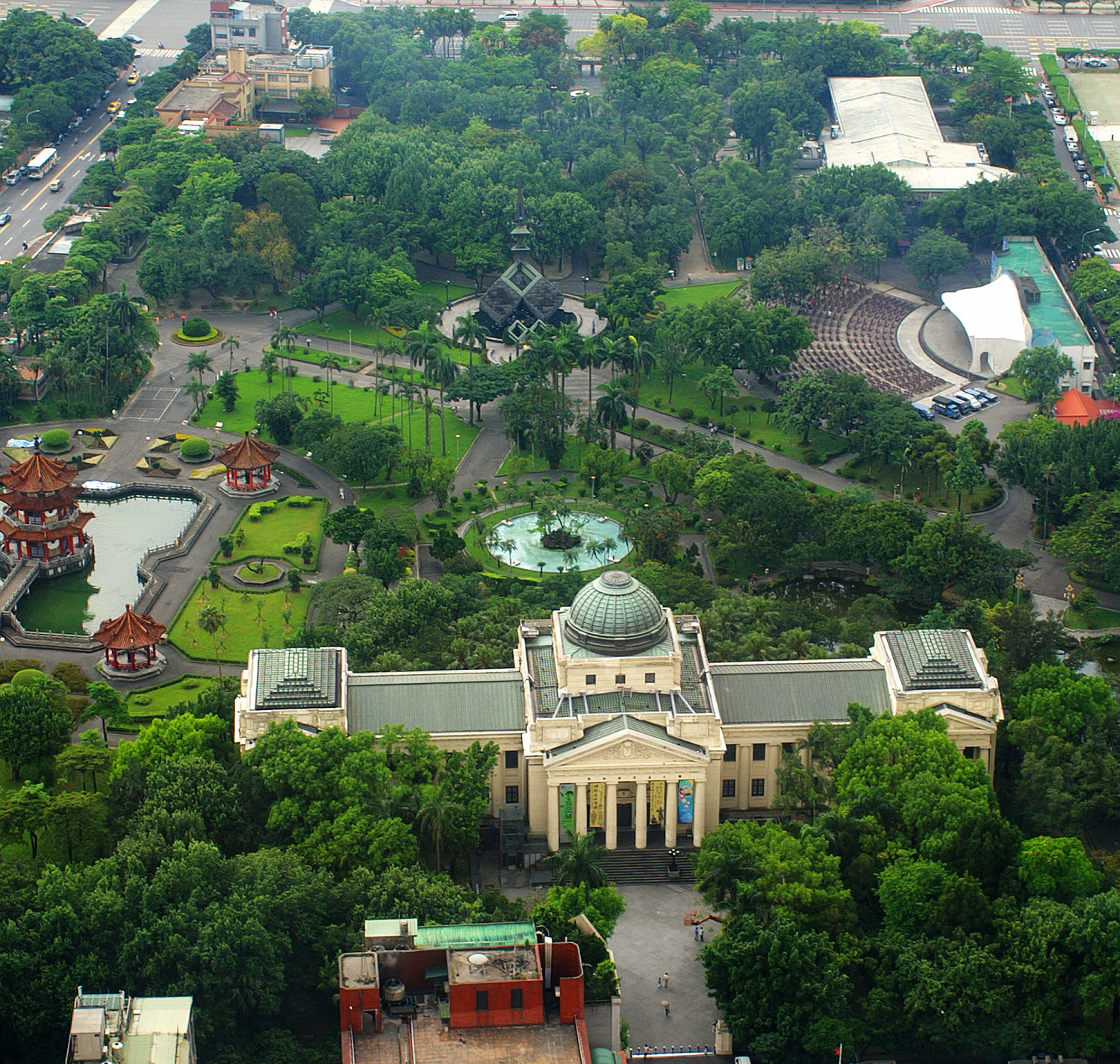
公園俯瞰（中央下の新古典主義建築が国立台湾博物館）、上に二二八和平紀念碑

二二八和平公園（にいにいはちわへいこうえん、英語: 228 Peace Memorial Park）は台湾台北市中正区にある公園で、日本統治時代に作られた台北新公園を前身とする。四囲は南が凱達格蘭大道、北が襄陽路、西が懷寧街、東が公園路に接し、面積は71,520 m2。

## 歴史

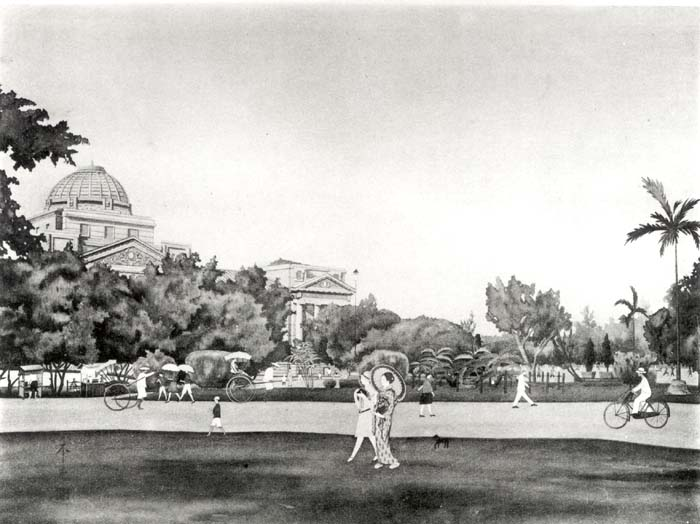
新公園時代の旧景

公園が作られる以前は1888年に落成した台北天后宮（媽祖廟）があるだけで周囲には何も無い荒蕪地であった。日本統治時代に入り、統治当局は当地に大規模な都市公園建設を計画し、1899年に起工し1908年に初期の完成に到って開園した。台湾に建設された最初のヨーロッパ風近代的都市公園であり、開園が1897年に完成した円山公園に次ぐものであったので台北新公園と名付けられた。
1913年、日本の統治当局は「市区改正」という都市計画に基づき、敷地南側に残っていた台北天后宮を取り壊し北側に「児玉総督後藤民政長官記念館」（1915年完成。現在の国立台湾博物館）建設を開始した。同時に台北駅方向の園外の北側を官庁街や日本人居留地として開発整備した。
1935年に開催された台湾博覧会では南側の介寿公園とともに主会場となった。また、台北天満宮社も建立された。

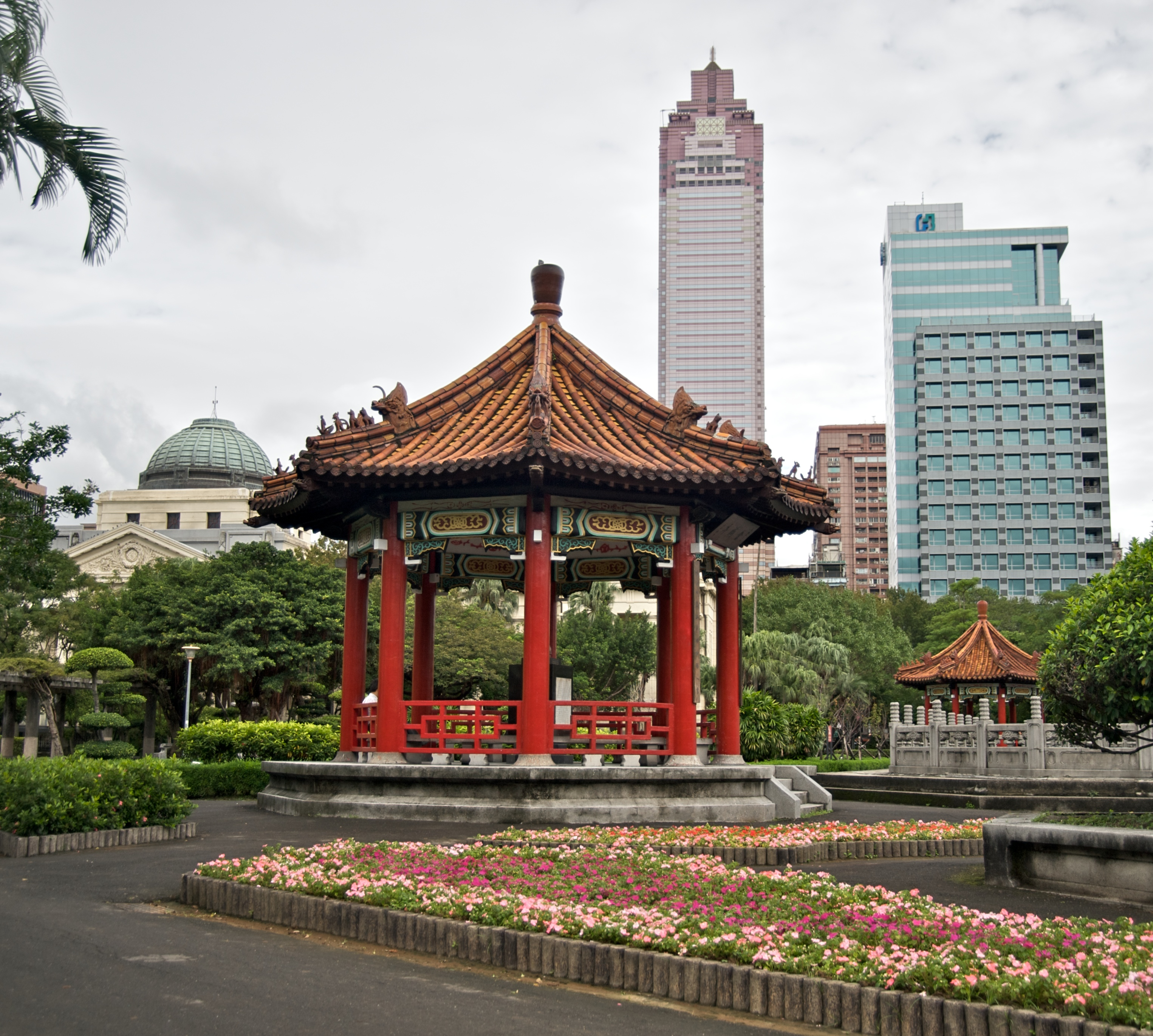
樓閣

第二次世界大戦で日本が敗北して台湾が中華民国に接収された1945年の二年後の1947年2月28日に勃発した二・二八事件では、中心地の一つとなった。中華民国による台湾統治に反抗して蜂起した台湾住民が園内の台湾ラジオ放送局（旧台湾放送協会本部）を占拠し、台湾全土に向けて台北での蜂起を告げたのだった。後には当時の台湾統治責任者であった台湾行政長官の陳儀がこの放送を通じて蜂起した台湾住民に対して投降を呼びかけた。
1996年2月28日、当時の陳水扁台北市長（後に中華民国総統）は二・二八事件で犠牲となった台湾住民を追悼する二二八和平紀念碑を建立し、公園の名称を二二八和平紀念公園に改めた。また、事件の舞台となったかつて放送局の建物を台北二二八和平紀念館とした。
1997年から2010年までは明石元二郎台湾総督と鎌田秘書官の墓前にあった鳥居が森林公園整備のため移設されたが、整備完了を受けて再び森林公園に戻された。

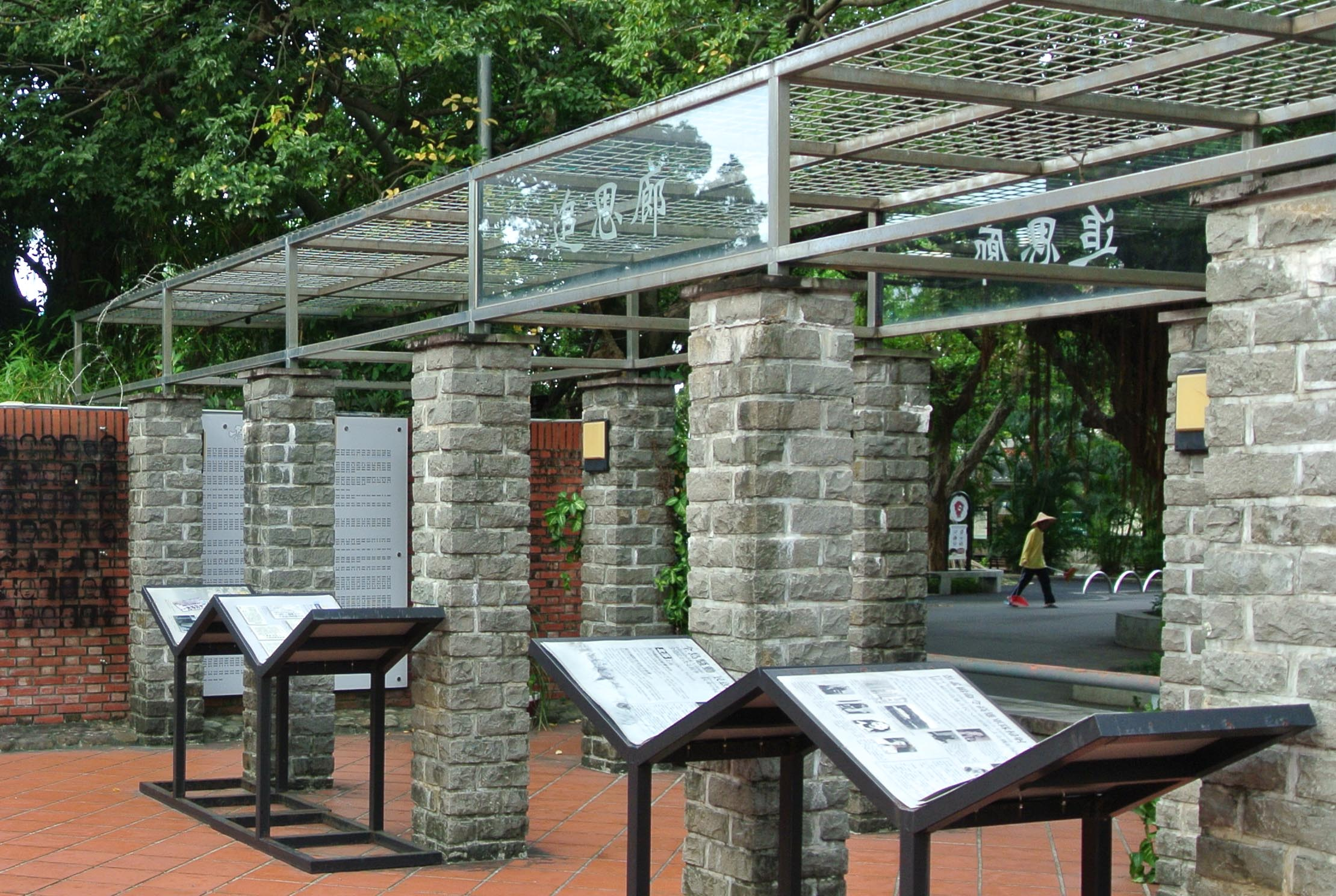
台北市 二二八和平公園＿追思廊

台北二二八紀念館の前の「追思廊」には、2.28事件の縁起、台湾の自治及び、2.28事件の始末などが、分かりやすく説明している資料が置かれており、2.28記念館閉館時でも事件の内容を詳しく知ることができる。

## 園内施設
- 国立台湾博物館
- 台北二二八紀念館（旧台湾放送協会本部）
- 二二八和平紀念碑
- 台湾広播電台放送亭
- 鉄路蒸気機関車展示（台湾総督府鉄道1形蒸気機関車 一号機 騰雲号、日本国鉄A3形蒸気機関車 台鉄九号機）
- 野外音楽堂　ほか

### 二二八和平紀念碑碑文

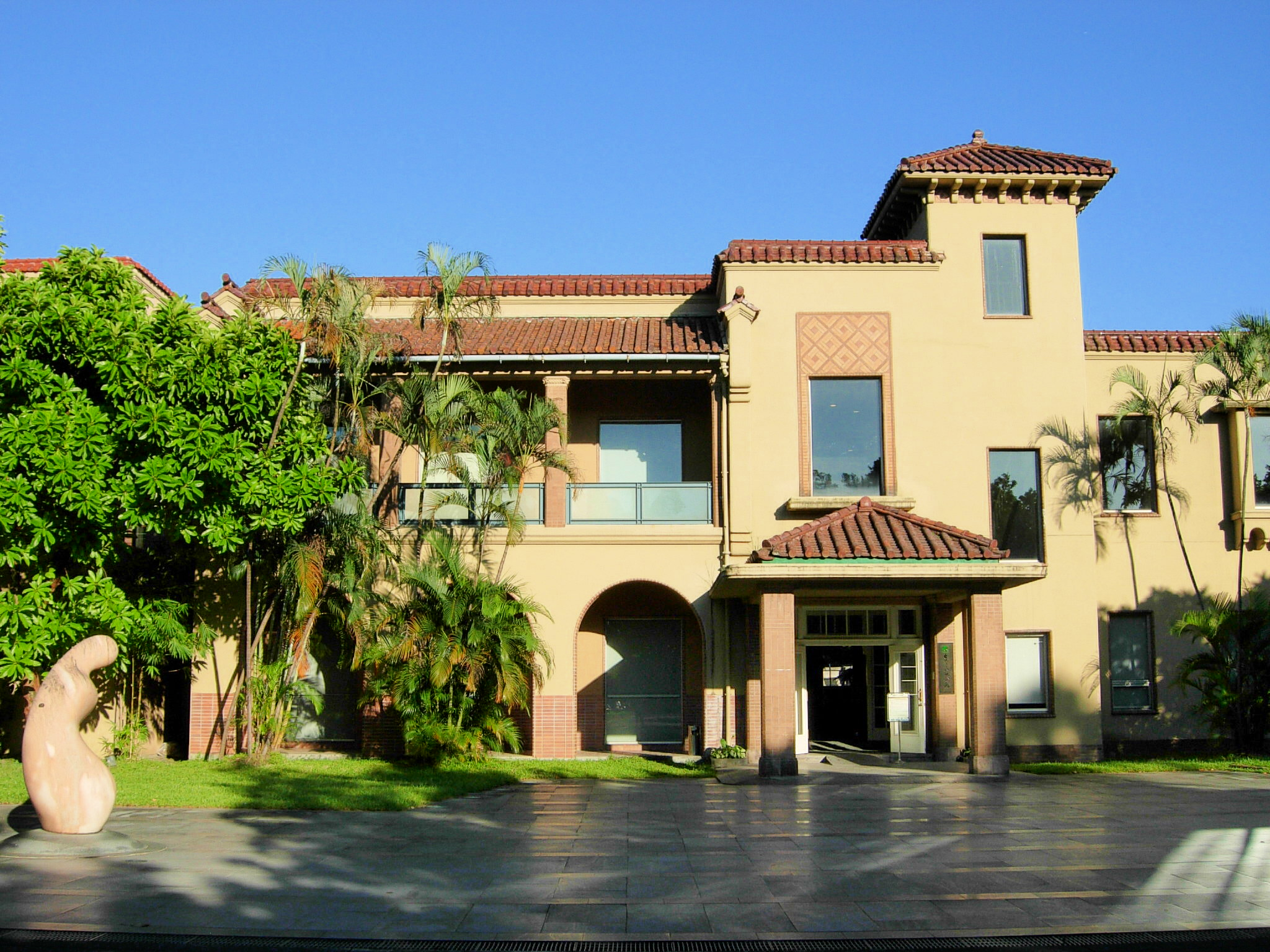
二二八和平紀念館
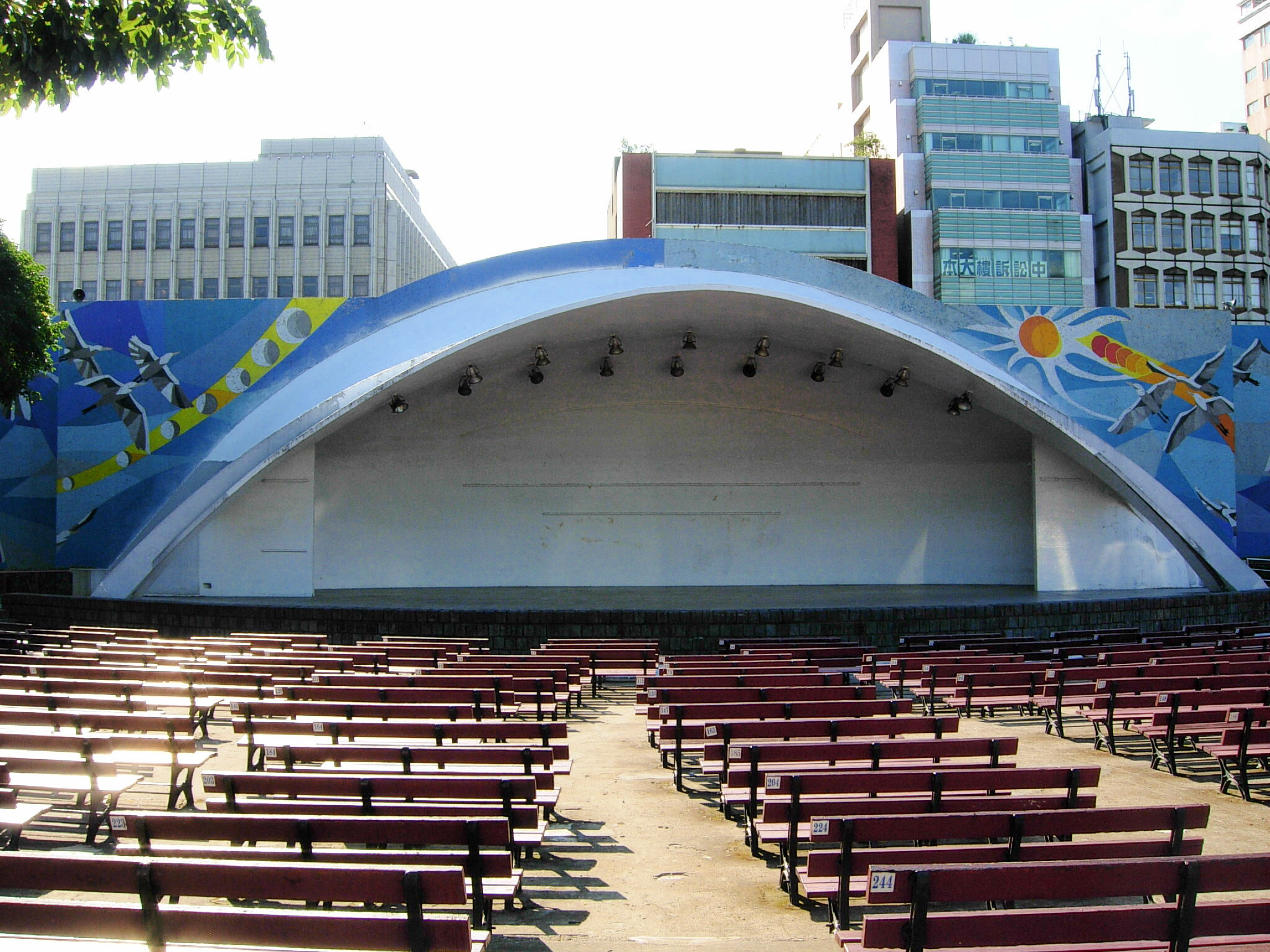
野外音楽堂
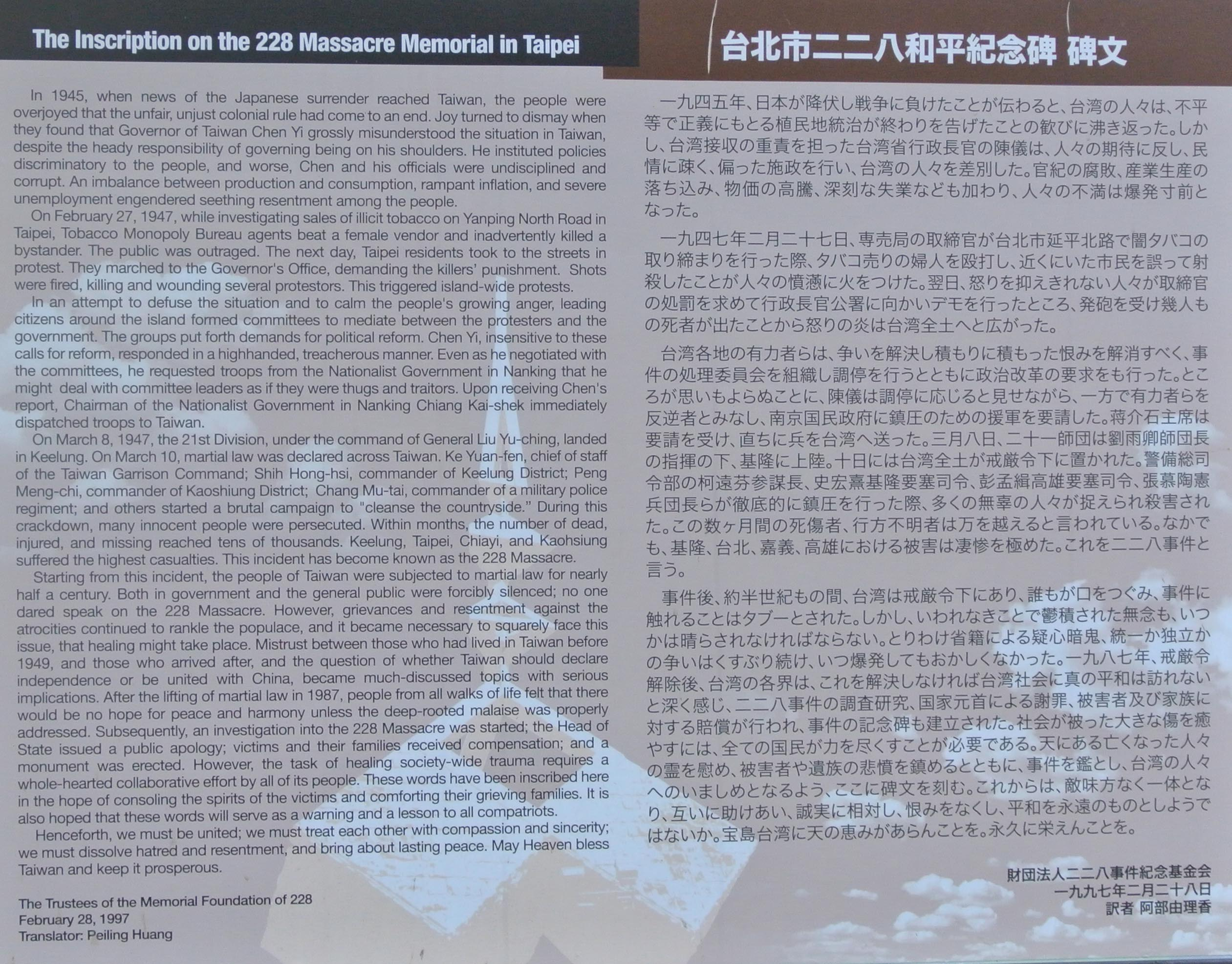
台北市　二二八和平記念碑　碑文
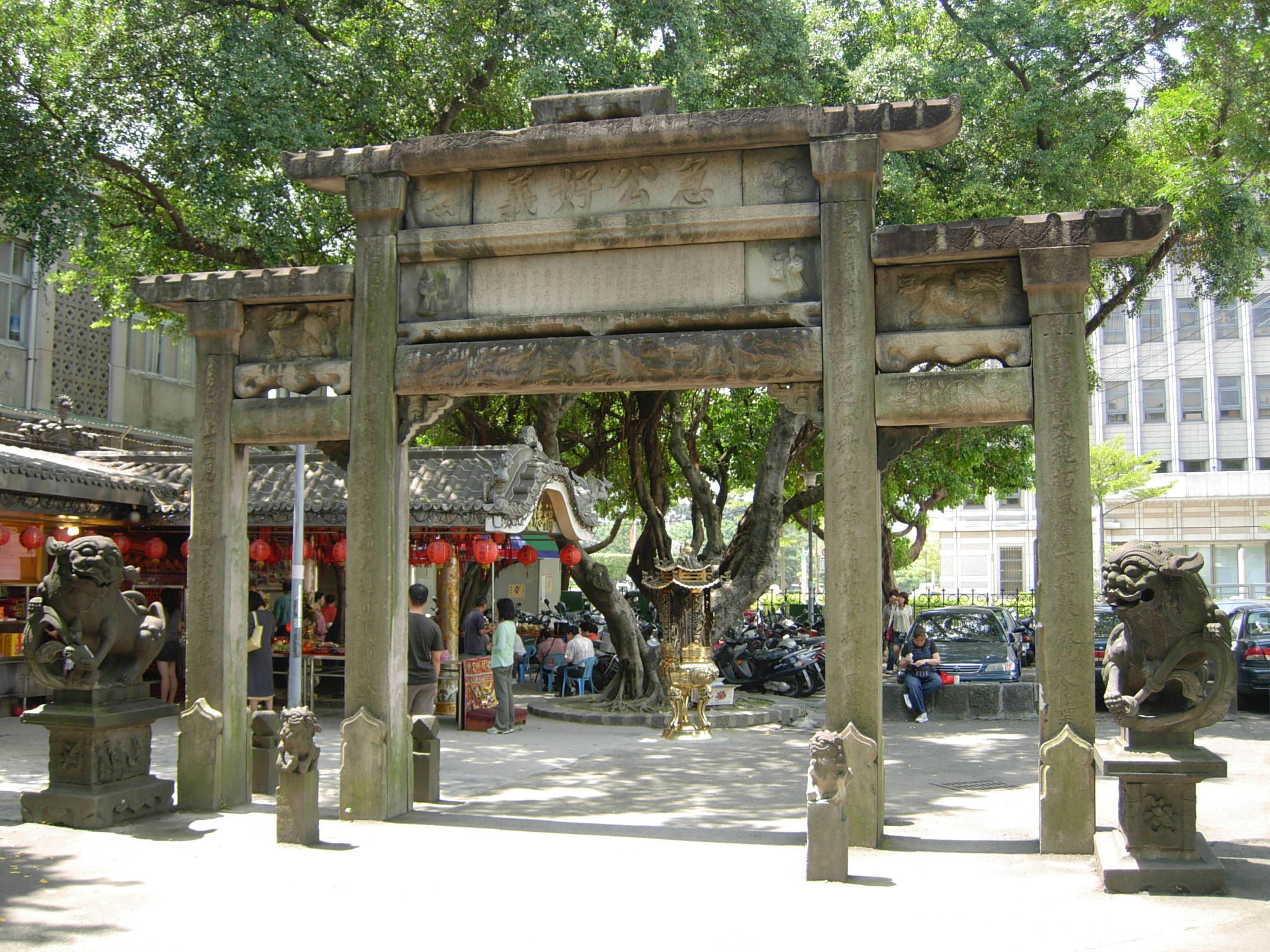
急公好義坊
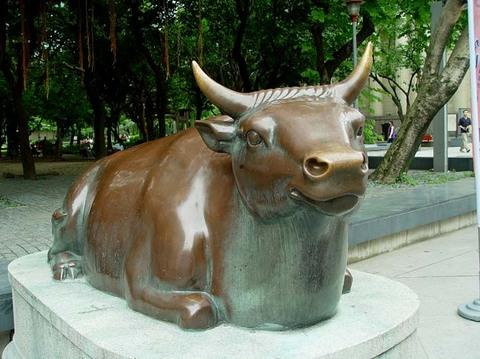
銅牛
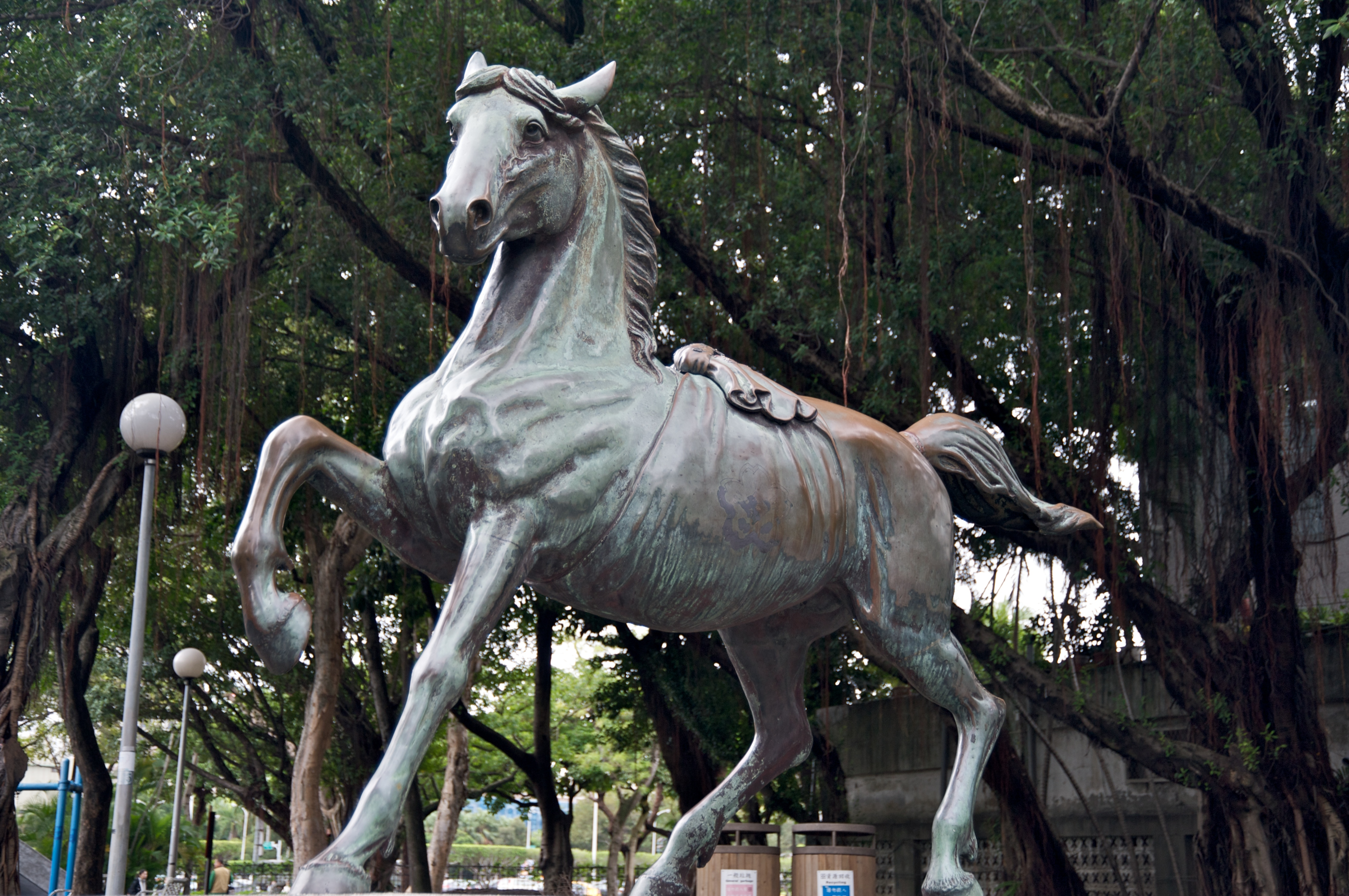
銅馬
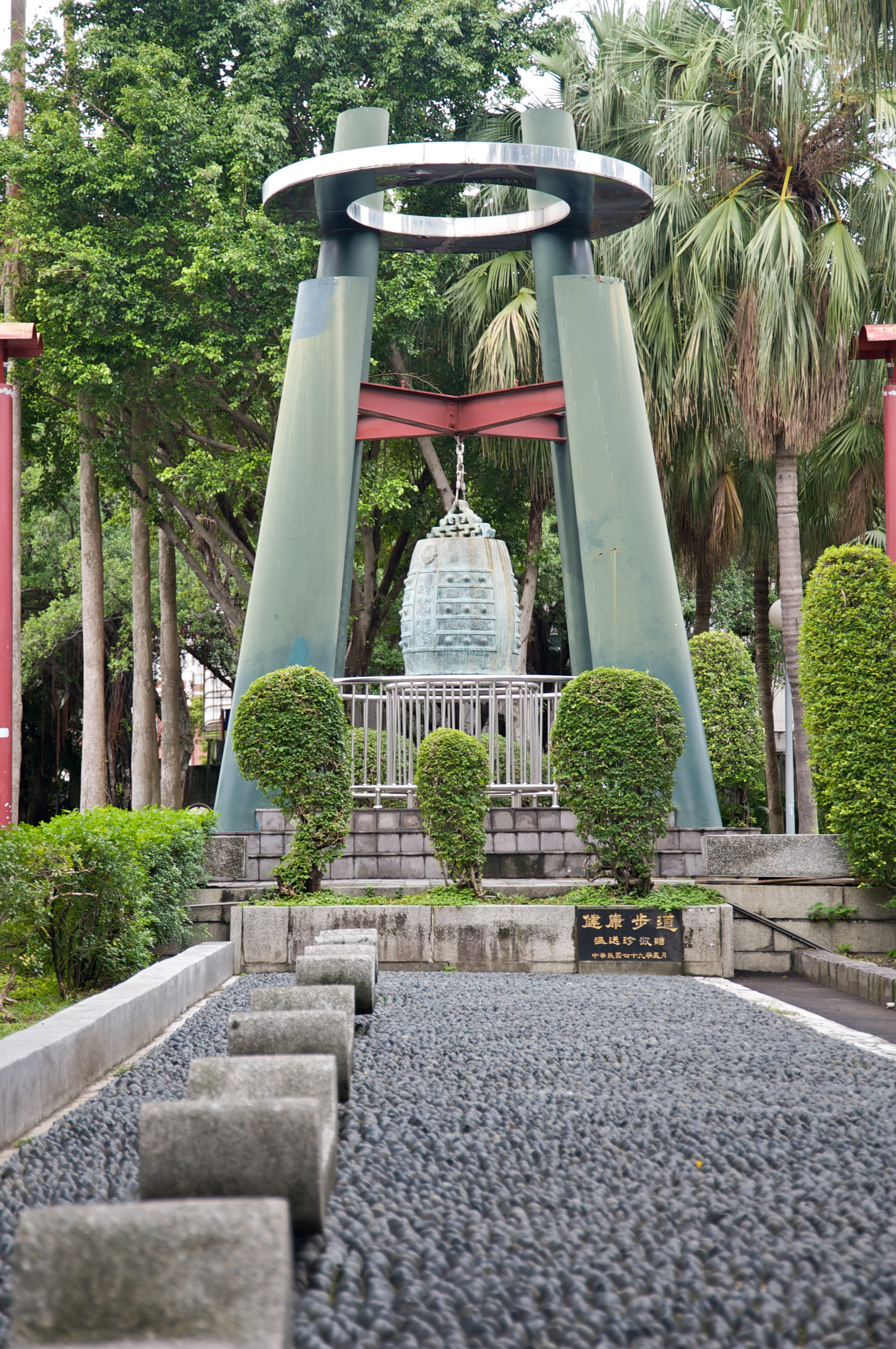
紀念鐘
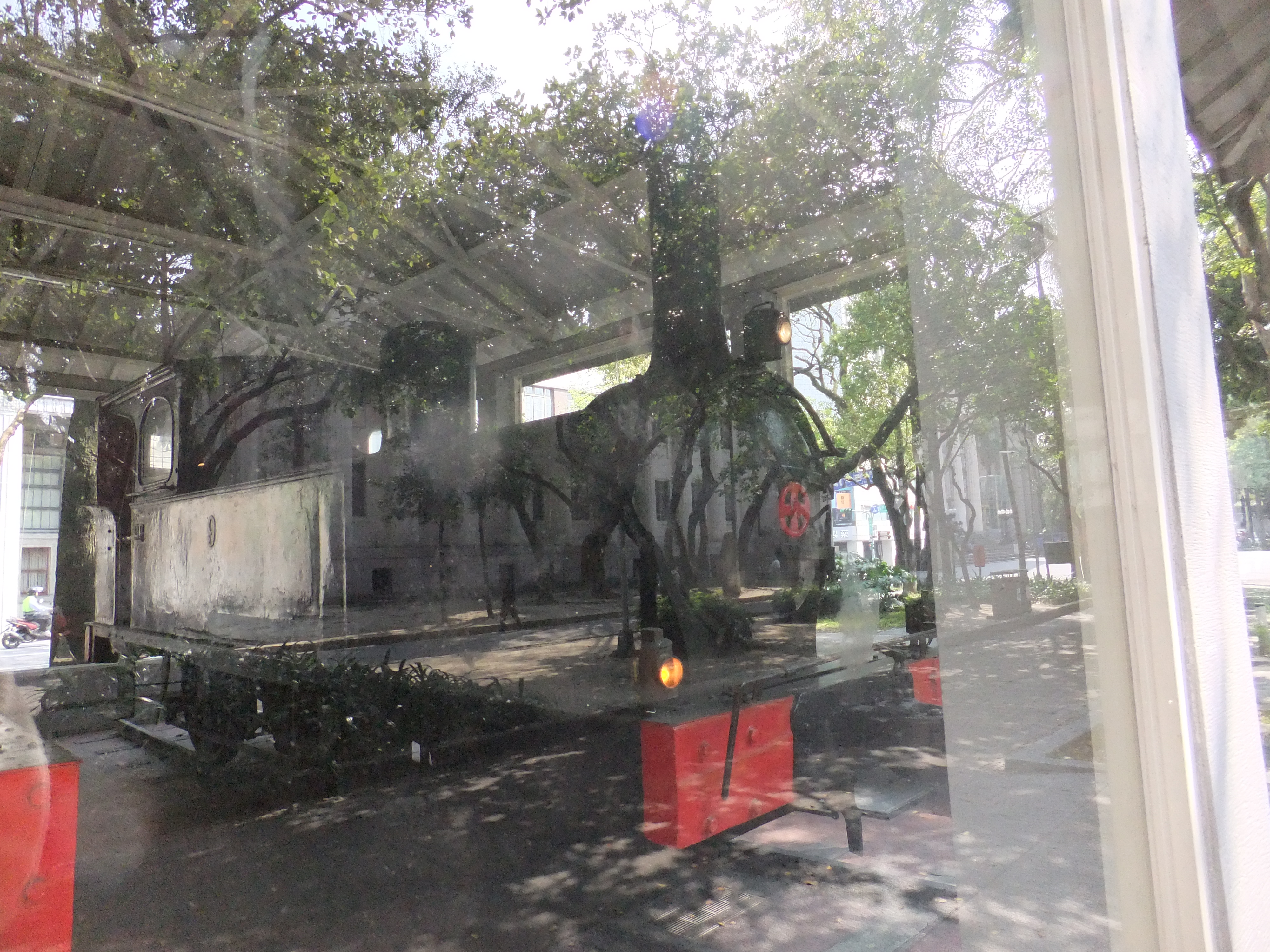
蒸気機関車 台鉄九号

## 近隣施設
- 中華民国総統府
- 中華民国外交部
- 国立台湾大学医学部附属病院
- 台北賓館など

## 交通アクセス
- 台北捷運新店線台大醫院駅

## 関連文献
- 楊舒淇「日本植民地時代における台北新公園の生活史的研究」『ランドスケープ研究』第66巻、第5号、社団法人日本造園学会、409-412頁、2003年。